# Sumo aux Jeux mondiaux de 2009
Navigation
Duisburg 2005 Cali 2013
Les épreuves de Sumo des Jeux mondiaux de 2009 ont lieu du 21 juillet au 22 juillet 2009  à Kaohsiung (Taïwan).

## Podiums

### Hommes
| Épreuves | Or                           | Argent                      | Bronze                       |
| -------- | ---------------------------- | --------------------------- | ---------------------------- |
| −85 kg   | Hongrie Sandor Bardozi       | Russie Nachyn Mongush       | Mongolie Gantugs Rentsendorj |
| - 115 kg | Japon Ryo Ito                | Japon Katsuo Yoshida        | Ukraine Kostiantyn Iermakov  |
| + 115 kg | Japon Takashi Himeno         | Mongolie Naranbat Gankhuyag | Russie Alan Karayev          |
| Open     | Mongolie Byambajav Ulambayar | Japon Mutoshi Matsunaga     | Japon Takashi Himeno         |

### Femmes
| Épreuves | Or                    | Argent                    | Bronze                  |
| -------- | --------------------- | ------------------------- | ----------------------- |
| − 65 kg  | Ukraine Alina Boykova | Mongolie Selenge Enkhzaya | Russie Nelli Vorobyeva  |
| - 80 kg  | Estonie Epp Mäe       | Ukraine Maryna Pryshchepa | Japon Asano Matsuura    |
| + 80 kg  | Russie Anna Zhigalova | Ukraine Olga Davydko      | Russie Yekaterina Keyb  |
| Open     | Russie Anna Zhigalova | Ukraine Olga Davydko      | Pologne Edyta Witkowska |

## Tableau des médailles
| Rang  | Nation   | Or | Argent | Bronze | Total |
| ----- | -------- | -- | ------ | ------ | ----- |
| 1     | Japon    | 2  | 2      | 2      | 6     |
| 2     | Russie   | 2  | 1      | 3      | 6     |
| 3     | Ukraine  | 1  | 3      | 1      | 5     |
| 4     | Mongolie | 1  | 2      | 1      | 4     |
| 5     | Estonie  | 1  | 0      | 0      | 1     |
| 5     | Hongrie  | 1  | 0      | 0      | 1     |
| 7     | Pologne  | 0  | 0      | 1      | 1     |
| Total | Total    | 8  | 8      | 8      | 24    |